# Hornstedtia lophophora
Hornstedtia lophophora là một loài thực vật có hoa trong họ Gừng. Loài này được Henry Nicholas Ridley mô tả khoa học đầu tiên năm 1909. Năm 1919, Adolph Daniel Edward Elmer chuyển nó sang chi Amomum với danh pháp Amomum lophophorum. 1919. Nghiên cứu phát sinh chủng loại chi Amomum năm 2018 của de Boer et al. xác định nó thuộc về chi Hornstedtia.

## Phân bố
Loài này có trên dãy núi Cuernos, đảo Negros, Philippines. Sinh sống trong các thung lũng hẹp màu mỡ ở độ cao 1.200 m (4.000 ft).